# Skrvenica
Skrvenica (en serbe cyrillique : Скрвеница ; en bulgare : Скървеница) est un village de Serbie situé dans la municipalité de Dimitrovgrad, district de Pirot. Au recensement de 2011, il comptait 24 habitants.

## Démographie
| 1948 | 1953 | 1961 | 1971 | 1981 | 1991 | 2002 | 2011 |
| ---- | ---- | ---- | ---- | ---- | ---- | ---- | ---- |
| 413  | 396  | 327  | 213  | 102  | 61   | 32   | 24   |

|  |